# Imanol Enríquez
Imanol Enriquez Martiarena (Mar Del Plata, Argentina; 13 de febrero de 2000) es un futbolista argentino. Juega de delantero y su equipo actual es Chaco For Ever, de la Primera Nacional de Argentina.

## Trayectoria

### Inferiores
Surgido de las inferiores de Estudiantes De La Plata.

### Plaza Colonia
Debutó en Plaza Colonia De Deportes en el 2020, y allí estuvo dos temporadas logrando el torneo apertura del campeonato Uruguayo 2021. Además participó de la Copa Sudamericana 2020

### Círculo Deportivo
En febrero del año 2022 es fichado por Círculo Deportivo de Comandante Nicanor Otamendi del Torneo Federal A de Argentina. Allí logró destacarse y convertirse en uno de los goleadores del torneo marcando 13 goles en 32 partidos disputados.

### Deportivo Maipú
En febrero del año 2023 es cedido a préstamo al Club Deportivo Maipú de Mendoza por un año y con opción de compra.

## Estadísticas

### Clubes
Actualizado hasta su último partido disputado el 6 de julio de 2025.
| Club                        | Div.          | Temporada     | Liga  | Liga  | Liga   | Copas nacionales | Copas nacionales | Copas nacionales | Torneos internacionales | Torneos internacionales | Torneos internacionales | Total | Total | Total  |
| Club                        | Div.          | Temporada     | Part. | Goles | Asist. | Part.            | Goles            | Asist.           | Part.                   | Goles                   | Asist.                  | Part. | Goles | Asist. |
| --------------------------- | ------------- | ------------- | ----- | ----- | ------ | ---------------- | ---------------- | ---------------- | ----------------------- | ----------------------- | ----------------------- | ----- | ----- | ------ |
| Plaza Colonia · Uruguay     | 1.ª           | 2020          | 9     | 1     | 0      | —                | —                | —                | —                       | —                       | —                       | 9     | 1     | 0      |
| Plaza Colonia · Uruguay     | 1.ª           | 2021          | 14    | 0     | 0      | —                | —                | —                | —                       | —                       | —                       | 14    | 0     | 0      |
| Plaza Colonia · Uruguay     | Total club    | Total club    | 23    | 1     | 0      | 0                | 0                | 0                | 0                       | 0                       | 0                       | 23    | 1     | 0      |
| Círculo Deportivo Argentina | 3.ª           | 2022          | 32    | 13    | 0      | —                | —                | —                | —                       | —                       | —                       | 32    | 13    | 0      |
| Círculo Deportivo Argentina | 3.ª           | 2023          | 13    | 4     | 0      | —                | —                | —                | —                       | —                       | —                       | 13    | 4     | 0      |
| Círculo Deportivo Argentina | Total club    | Total club    | 45    | 17    | 0      | 0                | 0                | 0                | 0                       | 0                       | 0                       | 45    | 17    | 0      |
| Deportivo Maipú Argentina   | 2.ª           | 2023          | 10    | 1     | 0      | —                | —                | —                | —                       | —                       | —                       | 10    | 1     | 0      |
| Deportivo Maipú Argentina   | Total club    | Total club    | 10    | 1     | 0      | 0                | 0                | 0                | 0                       | 0                       | 0                       | 10    | 1     | 0      |
| C. A. Aldosivi Argentina    | 2.ª           | 2024          | 6     | 0     | 0      | —                | —                | —                | —                       | —                       | —                       | 6     | 0     | 0      |
| C. A. Aldosivi Argentina    | Total club    | Total club    | 6     | 0     | 0      | 0                | 0                | 0                | 0                       | 0                       | 0                       | 6     | 0     | 0      |
| Chaco For Ever Argentina    | 2.ª           | 2024          | 10    | 1     | 1      | —                | —                | —                | —                       | —                       | —                       | 10    | 1     | 1      |
| Chaco For Ever Argentina    | 2.ª           | 2025          | 16    | 2     | 3      | —                | —                | —                | —                       | —                       | —                       | 16    | 2     | 3      |
| Chaco For Ever Argentina    | Total club    | Total club    | 26    | 3     | 4      | 0                | 0                | 0                | 0                       | 0                       | 0                       | 26    | 3     | 4      |
| Total carrera               | Total carrera | Total carrera | 110   | 22    | 4      | 0                | 0                | 0                | 0                       | 0                       | 0                       | 110   | 22    | 4      |
| 1.                          |               |               |       |       |        |                  |                  |                  |                         |                         |                         |       |       |        |